# Anoectangium bicolor
Anoectangium bicolor là một loài rêu trong họ Pottiaceae. Loài này được Renauld & Cardot mô tả khoa học đầu tiên năm 1905.